# Вольная Лячка
Вольная Лячка — деревня в Солецком районе Новгородской области.

## География
Находится в западной части Новгородской области на расстоянии приблизительно 16 км на юго-восток по прямой от районного центра города Сольцы.

## История
Отмечалась еще на карте 1888 года. В 1909 году здесь (деревня Старорусского уезда Новгородской губернии) было учтено 8 дворов. До 2020 года входила в состав Выбитского сельского поселения.

## Население
Численность населения: 47 человек (1909 год), 8 (русские 100 %) в 2002 году, 3 в 2010.